# Floss (danza)

La floss dance (in italiano “ballo del filo interdentale”) è una mossa di danza in cui una persona fa oscillare ripetutamente le braccia, a pugno chiuso, dal retro del corpo verso la parte anteriore, da ciascun lato.

## Popolarità
I video della danza sui social media sono diventati virali dopo che Russell Horning (in seguito soprannominato Backpack Kid) l'ha eseguita durante una performance live, al Saturday Night Live, della canzone di Katy Perry Swish Swish, nel maggio 2017.
Tuttavia, il primo esempio conosciuto della danza del filo interdentale è stato eseguito nel video Look What I Can Do di Jstustudios nel 2014; da allora è diventato una tendenza tra i bambini e gli adolescenti, ed è stato interpretato da celebrità in video. Prima del 2017, la mossa dance era presente in vari video di YouTube, il più recente dei quali risale all'ottobre 2010.
The floss è anche presente in Universal Kids, Disney XD e Disney Channel, nonché nel videogioco Fortnite Battle Royale di Epic Games come un'emote che può essere eseguita dai giocatori durante il gioco. Grazie a Fortnite, la floss dance è diventata molto popolare nelle scuole.

## Controversie
Nel dicembre 2018, la madre di Horning ha intentato una causa contro Epic Games per violazione del copyright del ballo emote.
La floss dance è stata bandita nella Ilfracombe Junior School nel Devon, in Inghilterra. La decisione è stata presa a causa delle sue associazioni negative percepite con temi di violenza e bullismo.